# Мухоловка кашмірська
Мухоловка кашмірська (Ficedula subrubra) — вид горобцеподібних птахів родини мухоловкових (Muscicapidae). Раніше розглядався як підвид малої мухоловки (Ficedula parva).

## Опис

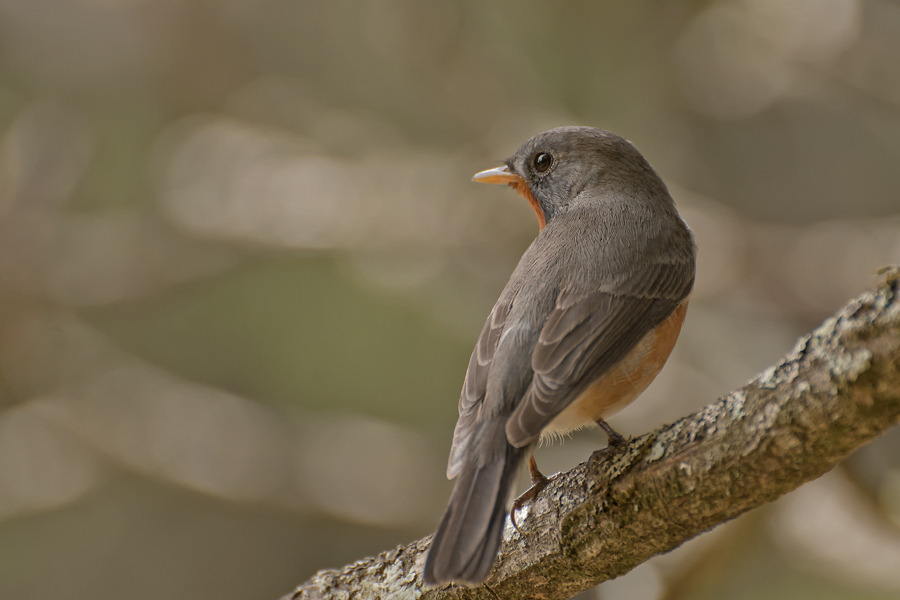

Тіло завдовжки 13 см, вага 9-12 г. За формою тіла цей птах схожий на малу мухоловку, але трохи менший. У самців голова, верхня частина тулуба та хвіст буровато-сірі, горло, груди та черевце яскраво-помаранчеві. На горлі і грудях межа між темним і яскравим оперенням підкреслена чорною смугою. У самиць і молодих птахів віком до 1 року на верхній частині тіла більш помітний бурий відтінок, в той час як нижня більш червона або рожева.
Пісня коротка, мелодійна, звучить як «світ-ііт», інколи лунає коротке «чак».

## Поширення
Ця мухоловка мешкає у північно-західній частині Гімалаїв, що лежить в межах індійського штату Джамму й Кашмір. Зрідка трапляється в прилеглих районах Пакистану. В Гімалаях вона займає переважно середній гірський пояс на висотах 1800–2300 м і ніколи не спускається нижче 750 м. Мешкає у листяних лісах з густим підліском, що складається з ліщини, верби, вишні. Це перелітний птах, зиму він проводить в Західних Гатах (Індія) та центральній частині острова Шрі-Ланка. На зимівлі кашмірських мухоловок можна помітити у більш відкритих ландшафтах, наприклад, на галявинах, гірських чайних плантаціях, у садках.

## Біологія
Птахи живляться дрібними комахами, яких ловлять у польоті на невеликій (до 6 м) висоті. На відміну від інших видів мухоловок, цей птах деяку частину часу проводить на землі, стрибаючи у пошуках здобичі.
Цим мухоловкам притаманний моногамний, територіальний тип поведінки. Гніздування відбувається в кінці травня-червні. Гнізда облаштовують в дуплах або тріщинах кори на висоті 2-9 м над землею. Гнізда являють собою неохайний кошик, сплетений з листя, моху, з вкрапленням волосин, пір'я. тоненьких смужок кори. Кладка містить 3-5 яєць, які висиджує самиця.
Відліт до місць зимівлі починається у вересні, прибуття до найвіддаленіших точок закінчується у жовтні. До місць гніздування птахи повертаються в березні.

## Природоохоронний статус виду
Вирубування листяних лісів для господарських потреб, ведення сільського господарства та випасання худоби призвели до того, що ареал цієї мухоловки став фрагментованим. Ізольованість окремих популяцій негативно впливає на відтворення птахів. Вид визнаний вразливим, занесений до Червоного списку Міжнародного союзу охорони природи до категорії «Уразливі види». Чисельність світової популяції складає за різними оцінками від 2500 до 10 000 особин.

## Синоніми
- Muscicapa parva subrubra
- Siphia hyperythra (не дійсний)